# Uladivka, Litîn
Uladivka (în ucraineană Уладівка) este localitatea de reședință a comunei Uladivka din raionul Litîn, regiunea Vinnița, Ucraina.

## Demografie
Componența lingvistică a localității Uladivka
     Ucraineană (98,98%)
     Alte limbi (1,02%)
Conform recensământului din 2001, majoritatea populației localității Uladivka era vorbitoare de ucraineană (98,98%), existând în minoritate și vorbitori de alte limbi.